# Sarona kohana
Sarona kohana är en insektsart som beskrevs av Asquith 1994. Sarona kohana ingår i släktet Sarona och familjen ängsskinnbaggar. Inga underarter finns listade i Catalogue of Life.